# Koszta Márton-ügy
Koszta Márton-ügy (Koszta Affair) néven vonult be az amerikai diplomácia történetébe egy diplomáciai incidens, amelynek során az Amerikai Egyesült Államok és az Osztrák Birodalom került összeütközésbe 1853-ban. Az esetről Sziklay Andor írt könyvet Vakmerő diplomácia címmel.

## Előzmények
Koszta Márton honvédtiszt az 1848–49-es forradalom és szabadságharcot követően, 1850-ben emigrált Amerikába. 1852. július 31-én New Yorkban, a harmincegy csillagos zászlóra téve kezét kijelentette, hogy az Amerikai Egyesült Államok állampolgára szeretne lenni.
1852 szeptemberében Amerikából Koszta Törökországba hajózott a New York-i kikötőből, ahol korábban portásként dolgozott. Egy vállalkozó fizette költségeit, hogy derítse fel a törökországi export- és importigényeket. Törökországba érkezve jelentkezett a szmirnai (İzmir) amerikai konzulnál.
1853. június 22-én Koszta Mártont elrabolta egy banda a szmirnai Cristo kávéház teraszáról. Egy bizonyos Jovicich irányította az akciót, Kosztát a Hussar osztrák hadihajó fedélzetére hurcolták.
A Cristo kávézó lánya, Lisa vette észre, hogy Koszta eltűnt. Percek alatt kiderült, hogy az osztrák főkonzul a felelős a történtekért. A szmirnai püspökhöz fordultak, ő pedig a közvéleményhez. A helyi sajtó elítélte az emberrablást. Ezután a szmirnai amerikai konzulhoz, Edward S. Offley-hoz fordultak, aki Törökországban született, de apja amerikai volt.
A város hamarosan felbolydult Koszta Márton elrablása miatt. Tiltakozó gyűléseket szerveztek a város számos pontján; az újságírók is felkapták a témát. Fegyveres görögök jelentek meg a parton, Kosztát magukénak érezték görög neve okán. Voltak, akik imádkozni kezdtek, mivel az emberi igazságszolgáltatásra nem számíthattak. Voltak olyan prostituáltak, akik bojkottba kezdtek, és nem álltak szóba osztrák tisztekkel.
A szmirnai kikötőben ott állomásozott az amerikai St. Louis, amely Duncan Nathaniel Ingraham kapitány parancsnoksága alatt állt. Ingraham kapitány Offley konzul társaságában az osztrák hajóra ment, ahol az ügyeletes tiszt azt állította, hogy Koszta Márton nincs a hajón. Az osztrák konzul azonban elismerte, hogy átadta Kosztát a hajó parancsnokának.
Június 29-én megérkezett a szmirnai kikötőbe a Konstantinápolyból járó postahajó, amellyel az osztrákok titokban Triesztbe akarták küldeni Koszta Mártont. Ingraham kapitány tiltakozott Koszta elszállítása ellen.
Július 2-án a konstantinápolyi amerikai nagykövettől kapott utasítások alapján Ingraham kapitány ultimátumot adott: amennyiben Kosztát nem adják át neki délután négy óráig, tüzet nyit. Az osztrák konzul beleegyezett abba, hogy Kosztát a francia konzul őrizetére bízzák, amíg nem sikerül valamilyen megállapodásra jutniuk.

## Diplomáciai lépések
1853. augusztus 29-én Hülsemann báró, Ausztria washingtoni megbízottja levelet írt William L. Marcy külügyminiszternek, amelyben arra kérte, hogy ítélje el megbízottai eljárását, és adjon a sértéssel arányos elégtételt Ausztriának. Kérését azzal indokolta, hogy Koszta nem szűnt meg osztrák állampolgár lenni, ezért Ingraham kapitány fenyegetőzése ellentétben állt a nemzetközi joggal.
Marcy szeptember 26-án azt válaszolta, hogy Koszta az osztrák törvények alapján sem osztrák állampolgár, amerikai állampolgárként fogták el, ezért az Egyesült Államok jogosan vette védelmébe, és a kapitány eljárása megfelelt a nemzetközi jognak. A levelet nagy lelkesedéssel fogadták az Egyesült Államokban.
Végül Kosztát szabadon bocsátották, és visszatérhetett Amerikába. Az Amerikai Egyesült Államok Kongresszusa köszönetét fejezte ki Ingraham kapitánynak, és kitüntette.

## Fordítás
Ez a szócikk részben vagy egészben  a   Koszta Affair című angol Wikipédia-szócikk fordításán alapul.  Az eredeti cikk szerkesztőit annak laptörténete sorolja fel. Ez a jelzés csupán a megfogalmazás eredetét és a szerzői jogokat jelzi, nem szolgál a cikkben szereplő információk forrásmegjelöléseként.